# Tylecodon paniculatus
Tylecodon paniculatus ist eine Pflanzenart der Gattung Tylecodon in der Familie der Dickblattgewächse (Crassulaceae).

## Beschreibung
Tylecodon paniculatus wächst als aufrechter, robuster und dickstämmiger Strauch mit einer Wuchshöhe von bis zu 2,5 Metern. Der Hauptstamm erreicht einen Durchmesser von etwa 40 Zentimetern. Die Pflanzen sind reich verzweigt und bilden eine gerundete Krone aus. Die glatte Borke schält sich in halb durchscheinenden, gelblich braunen Streifen ab und legt den grünen, fleischigen Stamm frei. Die Wurzeln sind faserig. Die weichfleischigen und spröden Triebe besitzen in ihrer Jugend eine gräulich grüne Borke. Die aufsteigend-ausgebreiteten Laubblätter sind flach bis etwas rinnig. Bei jungen Pflanzen können sie dicht behaart sein, ansonsten sind sie kahl. Die elliptische, eiförmig bis verkehrt lanzettliche, grasgrüne und nur selten bläulich überhauchte Blattspreite ist 5 bis 9 Zentimeter lang und 2 bis 4 Zentimeter breit. Ihr Rand ist ganzrandig und gelegentlich gewellt. Die Spreite ist an der Basis keilförmig und an der Spitze gerundet bis stumpf. An der Triebspitze befinden sich dreieckige, 3 Millimeter lange und 2 Millimeter breite Blattrudimente, die schnell braun werden und vertrocknen.
Die Blütenstände bilden bis zu 40 Zentimeter lange Thyrsen mit 3 bis 6 Monochasien. Der Blütenstandsstiel ist rötlich. Die Brakteen sind 15 bis 20 Millimeter lang und 3 bis 5 Millimeter breit. Die Blüten sind ausgebreitet bis nickend. Ihre röhrenförmige, orangegelbe bis rote Blütenröhre erreicht bei Durchmessern von 8 Millimetern eine Länge von bis zu 20 Millimetern. Die Außenseite der Blütenröhre ist drüsenhaarig oder kahl. Die Kronzipfel sind zunächst ausgebreitet und später zurückgebogen.

## Systematik und Verbreitung
Tylecodon paniculatus ist im Süden Namibias und in der südafrikanischen Provinz Nordkap in den Winterregengebieten der Sukkulentenkaroo verbreitet. Die Erstbeschreibung als Cotyledon paniculata wurde 1782 von Carl von Linnés Sohn vorgenommen. Helmut Richard Tölken stellte die Art 1978 in die Gattung Tylecodon.

## Nachweise